# شهرستان ژنیوان (گوئیژو)
شهرستان ژنیوان (به انگلیسی: Zhenyuan County) یک شهرستان در چین است که در کیاندونگنان واقع شده‌است.